# برکه چاه کهنه
برکه چاه کهنه مربوط به سده‌های میانه دوران‌های تاریخی پس از اسلام است و در استهبان، جاده استهبان به ایج، ابتدای گردنه سبز، دست چپ جاده واقع شده و این اثر در تاریخ ۱۵ دی ۱۳۸۷ با شمارهٔ ثبت ۲۴۱۷۸ به‌عنوان یکی از آثار ملی ایران به ثبت رسیده است.